# Armand de Limnander de Nieuwenhove
Armand de Limnander de Nieuwenhove (Gant, Bèlgica, 22 de maig de 1814 - Castell de Moignanville, Seine-et-Oise, França, 15 d'agost de 1892) fou un noble i compositor belga.
Feu els estudis literaris en els col·legis dels jesuïtes de Saint-Acheul i Friburg, on va aprendre la composició amb Louis Lambillotte; va escriure diversos assaigs i prengué part en les obres que es representaven en el teatre del col·legi. El 1835 va contraure matrimoni i s'establí a Mechelen. En aquesta ciutat formà una societat coral, que més tard s'anomenà Reunión Lyrique i fou la base de la seva reputació artística.
Llavors va compondre més de 30 cors per a veus soles, entre elles:
- O ma charmante!,
- Hymne à l'Harmonie,
- Bolero,
- Les Geux de Mer,
- Les Enfants de la Nuit,
- Hymne à l'Amitié,
- Le Départ des Pasteurs,
- L'Aube du jour,
- La Revue des Ombres, etc.

El 1846, en un dels concerts donats a les Teuleries amb assistència de la cort de Lluís Felip I i sota la direcció Auber, Limnander feu executar tres cors, amb acompanyament d'orquestra, que formaven part del seu gran poema líric: Scènes druídiques.
El 1847 fixà la seva residència a París, i el 1849 estrenà en l'Òpera Còmica amb gran èxit la seva primera òpera Les Monténégrins (1851), i en el mateix teatre, Le Château de la Barbe bleue, a les que li seguiren Maître chanteur (1853) i Ivonne (1859), que fou molt celebrada.
En el teatre de la Moneda de Brussel·les es representà el 1870 el Maître chanteur, reformada pel seu autor amb el títol de Maximilien ou le Maître chanteur. A més, va compondre, La Fin des moissons, gran simfonia; Un Te Deum, executat a Brussel·les (1845); una missa de Rèquiem (1852), un Stabat, amb orquestra; un Chant solennel (1856), etc.
Era membre de l'Academia reial de Bèlgica, corresponent de la de Belles Arts de París, Oficial de l'Orde de Leopold i cavaller de la Legió d'Honor.